# Hans-Joachim Sammel
Hans-Joachim Sammel (* 17. September 1952) war ein deutscher Fußballspieler in der DDR. In der Oberliga, der höchsten Spielklasse des DDR-Fußball-Verbandes spielte er für den 1. FC Union Berlin.

## Sportliche Laufbahn
Sammel begann schon im Alter von sieben Jahren in der Kindermannschaft der Betriebssportgemeinschaft (BSG) Motor Ludwigsfelde organisiert Fußball zu spielen. Er durchlief alle Altersklassen der BSG-Nachwuchsabteilung, gehörte zeitweilig auch der BSG Motor Babelsberg an und spielte ab 1970 mit Motor Ludwigsfelde in der drittklassigen Bezirksliga Potsdam.
Zu Beginn der Saison 1971/72 delegierten die Ludwigsfelder ihren Stürmer Sammel zum Oberligisten 1. FC Union Berlin. Dort wurde Sammel gleich zu Beginn in der Oberligamannschaft eingesetzt. Er bestritt zwar in seiner ersten Oberligasaison 20 der 26 ausgetragenen Oberligapunktspiele, stand aber nur zehnmal in der Anfangself und spielte nur in sieben Spielen über die volle Spieldauer. In der Regel wurde er als Mittelfeldspieler aufgeboten. In der folgenden Saison 1972/73 spielte Sammel nur in der Hinrunde für die Oberligamannschaft, bestritt allerdings zwölf der 13 Punktspiele, diesmal im Angriff. Sein einziges Oberligator erzielte der eigentlich offensiv ausgerichtete Sammel am 28. Oktober 1972 in der Begegnung des 7. Spieltages Wismut Aue – Union, als er seine Mannschaft in der 50. Minute in Führung brachte. Am Ende verlor Union jedoch mit 1:2. Ein weiteres Tor für Union erzielte Sammel im DDR-Pokalwettbewerb 1972/73.
Von 1973 bis 1977, unterbrochen durch einen eineinhalbjährigen Militärdienst spielte Sammel wieder für Motor Ludwigsfelde, mit der er 1974 in die zweitklassige DDR-Liga aufstieg. Der DDR-Liga-Aufenthalt dauerte jedoch nur ein Jahr, nach dem Wiederabstieg spielte Sammel mit Ludwigsfelde noch bis 1977 in der Bezirksliga. Zur Saison 1977/78 kehrte er nach Ost-Berlin zurück und spielte nun für den DDR-Liga-Aufsteiger BSG Bergmann-Borsig. Abgesehen von der Spielzeit 1979/80 (Abstieg in die Bezirksliga) spielte Sammel mit Bergmann-Borsig bis 1983 in der DDR-Liga. Nach dem erneuten Abstieg 1983 verließ Sammel die BSG Bergmann-Borsig und schloss sich der BSG Motor Eberswalde an, wo er noch eine Spielzeit in der DDR-Liga spielte und nach dem Abstieg schließlich in der Bezirksliga seine Fußball-Laufbahn beendete.